# Pazar ana Corona
Pazar ana Corona est une corona, formation géologique en forme de couronne, située sur la planète Vénus par -3,2° S et 214,8° E. Elle est localisée dans le quadrangle de Taussig. Elle a été nommée en référence à Pazar ana, Divinité Gagaouze (Moldavie) "Dimanche mère", protectrice des femmes.

## Géographie et géologie
Pazar ana Corona couvre une surface circulaire d'environ 300 km de diamètre. 